# Ich denk’ mich tritt ein Pferd
Ich denk’ mich tritt ein Pferd (späterer Verleihtitel: Oh, diese Weiber) ist ein deutsches Filmlustspiel von Theo Maria Werner aus dem Jahre 1975 mit Uschi Glas in der Hauptrolle.

## Handlung
Nach einem erfolgreichen Jahr als Geschäftsfrau entschließt sich die Münchner Boutiquebesitzerin Marianne Neuhaus zu einem Urlaub in der Natur. Auf dem Weg zu dem Pferdegestüt von Hannes Kleebauer in Österreich lernt sie die sympathische blonde Dänin Lil kennen, die sie mit ihrem Wagen mitnimmt. Kleebauer ist ein schmucker Mann mittleren Alters und verwitwet. Er würde ja gern wieder heiraten, aber seine eifersüchtige, minderjährige Tochter Christl ist ein Rabenaas und hat nichts besseres zu tun, als jede etwaige in Frage kommende Ehekandidatin so subtil wie möglich zu vergraulen. Und so haben erwartungsgemäß auch Marianne und Lil keinen leichten Stand, als sie auf dem Pferdehof Kleebauers ankommen. Den instinktiv wittert die Kleine sofort massive Konkurrenz um die Gunst und die ungeteilte Aufmerksamkeit ihres Vaters. Um Christl den Wind aus den Segeln zu nehmen, verspricht Marianne der Neunjährigen, dass sie nicht vorhabe, ihr den Vater wegzunehmen.
Doch wie das Schicksal so spielt: Hannes und Marianne verlieben sich ineinander. Christl glaubt nun, dass Marianne sie mit voller Absicht hintergangen hatte und will es ihr heimzahlen, in dem sie von daheim ausbüxt. Unterwegs lernt sie zwei schräge Typen von der Sorte „trotteliger Kleinganove“ kennen und kann diese beiden halbseidenen Figuren dazu überreden, Vater Hannes eine Entführung Christls vorzuspielen. Hannes und Marianne sorgen sich daraufhin sehr um das Mädchen, doch schließlich geht den beiden Möchtegernentführern der Stift, und sie lassen Christl kurzerhand an Ort du Stelle zurück, ehe man sie festnehmen kann. Christl ist über die Unzuverlässigkeit der Gauner derart erbost, dass sie daraufhin auf einen Teich hinausrudert und ins Wasser plumpst. Mariannes beherztes Eingreifen führt dazu, dass Christl nicht ertrinkt. Durch diese Rettungstat hat die Münchnerin endlich auch das Herz von Hannes’ Tochter gewonnen.

## Produktionsnotizen
Ich denk’ mich tritt ein Pferd entstand im September und Oktober 1975 im österreichischen Mühlviertel und lief am 18. Dezember 1975 in Offenburg an.
Nino Borghi entwarf die Filmbauten, Waltraud Freitag die Kostüme.
Der Filmtitel basiert auf einem Ausspruch des einstigen Bundesfinanzministers Hans Apel, der diesen Ausdruck 1975 durch ein Interview mit dem Fernsehjournalisten Friedrich Nowottny landesweit bekannt und populär machte. Mit „Ich denk’ mich tritt ein Pferd“ will ein Mensch sein größtmögliches Erstaunen zum Ausdruck bringen.

## Kritik
„Breit ausgewalzter neudeutscher Heimatfilm mit Humor nach Paukerfilmart. Am ehesten als Werbefilm für Urlaub in Oberösterreich interessant.“